# О’Хара, Морин
Морин О’Хара (англ. Maureen O'Hara; 17 августа 1920[…], Ренела, Великобритания — 24 октября 2015[…], Бойсе) — ирландская и американская актриса и певица, много снимавшаяся в вестернах и приключенческих фильмах Джона Форда в компании с Джоном Уэйном.

## Биография

### Юные годы
Морин Фитц Симонс родилась в ирландском городке Ренела, пригороде Дублина, 17 августа 1920 года. Она была одним из шести детей в семье ирландского бизнесмена и совладельца футбольного клуба «Шемрок Роверс», и его жены, некогда оперной певицы, а затем владелицы магазина женской одежды.
Со своими младшими братьями и сёстрами Морин О’Хара в юности выступала в театре местного аббатства, а затем обучалась актёрскому искусству в школе драмы в Дублине. В те годы она, однако, мечтала пойти по стопам матери и стать оперной певицей, так как обладала красивым сопрано.
Её отец был очень практичным человеком и не полностью поддерживал стремления дочери стать артисткой. Он настоял на том, чтобы О’Хара приобрела какие-нибудь более полезные в жизни навыки, в случае если ей не удастся стать артисткой. Она поступила в бизнес-школу, по окончании которой получила специальности бухгалтера и машинистки.

### Начало карьеры в кино
Во время обучения в драматической школе ей предоставили возможность пройти пробы для киносъёмок в Лондоне. Морин О’Хара отправилась в Англию, где на киностудии ей пришлось примерить на себя громоздкое платье и впервые опробовать на себе косметику. В итоге кинопробу сочли неудовлетворительной, и в конце О’Хара заявила: «Если это кино, то я не хочу иметь с ним ничего общего».
Всё же пробы оказались для Морин О’Хара намного удачнее, чем ей показалась — на студии её заметил прославленный британский актёр Чарльз Лоутон. Он порекомендовал юную актрису одному из своих компаньонов и в итоге ей был предложен семилетний контракт на киностудии «Mayflower Pictures». Одну из первых своих ролей О’Хара исполнила в 1939 году в фильме Альфреда Хичкока «Таверна „Ямайка“». После выхода картины на экраны Лоутон был настолько поражён начинающей актрисой, что добился утверждения её на роль Эсмеральды в фильме «Горбун Собора Парижской Богоматери», съёмки которого проходили в том же году в Голливуде.

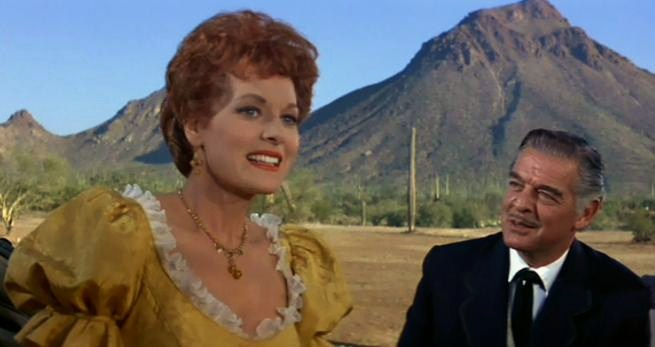
В фильме «Маклинток» (1963)

За несколько часов до отплытия в США, её кавалер, сотрудник студии Джордж Х. Браун, убедил Морин О’Хару выйти за него замуж, но церемонии помешали мать актрисы и Чарльз Лоутон, и она так и не была проведена до конца. В итоге незавершенный брак был аннулирован спустя три года.

### Успех и признание
После завершения съёмок «Горбуна из Нотр-Дама» Чарльз Лоутон решил не возвращаться с О’Харой на родину из-за начавшейся в Европе Второй мировой войны. Он определил её на студию «RKO», где в последующие пару лет ей приходилось играть небольшие роли во второсортных фильмах. Ситуацию исправил режиссёр Джон Форд, который заметил начинающую актрису и пригласил её в свой фильм «Как зелена была моя долина», вышедший на экраны в 1941 году. Последующие годы её работы в Голливуде принесли актрисе большой успех и популярность у публики. Укрепившись в Голливуде, Морин решила не возвращаться в Ирландию и в 1946 году приняла американское гражданство.
В 1941, сразу же после того как её первый брак был аннулирован, Морин О’Хара вышла замуж за режиссёра Уилла Прайса. В 1944 году она родила от него дочь, названную Бронвайн ФитцСимонс Прайс, но в 1953 союз распался, по слухам из-за злоупотребления Уилла алкоголем.
В дополнении к её актёрскому таланту, О’Хара обладала прекрасным голосом сопрано, но на киностудиях это так и не оценили, потому что она была востребована не в музыкальных фильмах, а в приключенческих и вестернах. Эту проблему ей удалось исправить в 1950-х годах, когда она стала гостем в различных музыкальных варьете на телевидении, с участием Перри Комо, Энди Уильямса и Бетти Грейбл. В 1960 году она также появилась в бродвейском мюзикле «Кристина», после чего, воодушевившись его успехом, записала две пластинки — «Love Letters from Maureen O’Hara» и «Maureen O’Hara Sings her Favorite Irish Songs».
На пике своей карьеры Морин О’Хара стала признанной иконой «золотого века» Голливуда. Наивысшей популярности она добилась благодаря ролям у знаменитого режиссёра Джона Форда.

### Поздние годы карьеры
В 1968 году Морин О’Хара в третий раз вышла замуж, за бывшего генерала американских ВВС Чарльза Ф. Блэра мл. Спустя пару лет после свадьбы актриса почти прекратила сниматься и полностью посвятила себя семье. Но счастливая жизнь продлилась недолго — в 1978 году Блэр погиб в авиакатастрофе над Карибским морем. От мужа ей досталась часть акций авиакомпании «Antilles Airboats», которую она в течение некоторого времени даже возглавляла, а затем продала.

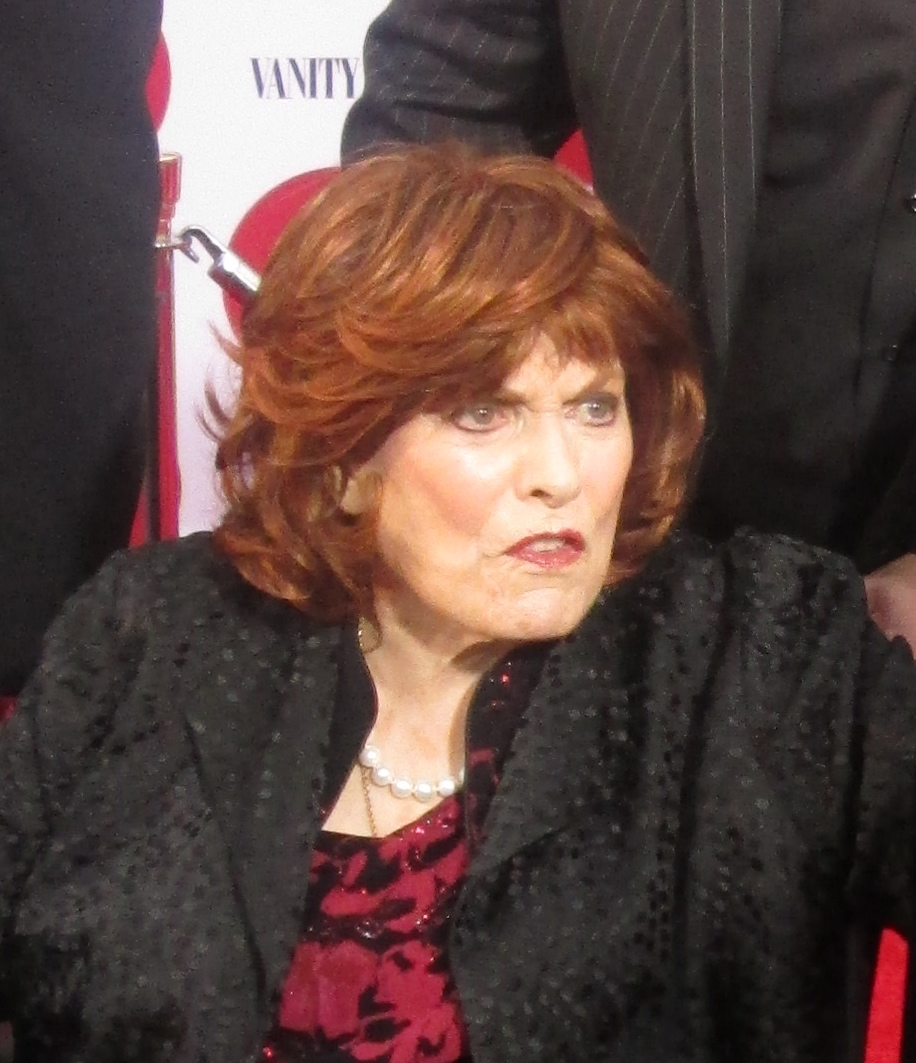
На кинофестивале TCM в 2014 году

После смерти мужа она лишь раз появилась на большом экране — в 1991 году она исполнила роль Роуз Малдун в романтической комедии «Поймёт лишь одинокий», с Джоном Кэнди в главной роли. На телевидении она всё же продолжала изредка появляться вплоть до 2000 года.
За свой вклад в кино актриса удостоена звезды на Голливудской аллее славы, а в 1993 году её имя было включено в Холл славы актёров вестернов в Национальном музее вестернов в Оклахоме. В марте 1999 года Морин О’Хара была выбрана великим маршалом парада Святого Патрика в Нью-Йорке.

### XXI век
В 2004 вышла в свет её автобиография «Tis Herself», и в том же году Ирландская академия кино вручила О’Харе в Дублине премию за «Достижение всей жизни».
В 2005 году журнал «Irish America» назвал Морин О’Хару «Женщиной года», торжества по случаю чего прошли в нью-йоркском отеле «Plaza».
Последние годы жизни актриса проживала попеременно в Ирландии, где у неё дом в деревне Гленгаррифф в графстве Корк, либо в Аризоне или на Виргинских островах.
В ноябре 2014 года 94-летняя актриса была удостоена почётной премии «Оскар» за вклад в мировое киноискусство.
Морин О’Хара скончалась во сне 24 октября 2015 года в городе Бойсе, штат Айдахо. Похоронена вместе с мужем на Арлингтонском национальном кладбище.

## Избранная фильмография
- 1938 — Моя ирландская Молли / My Irish Molly — Эйлин О'Ши
- 1939 — Таверна «Ямайка» / Jamaica Inn — Мэри Йеллен
- 1939 — Горбун из Нотр-Дама / The Hunchback of Notre Dame — Эсмеральда
- 1940 — Танцуй, девочка, танцуй / Dance, Girl, Dance — Джуди О’Брайен
- 1941 — Как зелена была моя долина / How Green Was My Valley — Ангарад Морган
- 1941 — Они познакомились в Аргентине / They Met in Argentina — Лолита О'Ши
- 1942 — Чёрный лебедь / The Black Swan — леди Маргарет Денби
- 1942 — К берегам Триполи / To the Shores of Tripoli — Мэри Картер
- 1942 — Десять джентльменов из Уэст Пойнт / Ten Gentlemen from West Point  — Кэролайн Бейнбридж
- 1943 — Эта земля моя / This Land Is Mine — Луиза Мартин
- 1943 — Бессмертный сержант / Immortal Sergeant / Валентина Ли
- 1943 — Падший воробей / The Fallen Sparrow — Тони Донн
- 1944 — Буффало Билл / Buffalo Bill —  Луиза Фредерик Коди
- 1945 — Испанские морские владения / The Spanish Main — графиня Франческа
- 1946 — Сентиментальное путешествие / Sentimental Journey — Джули Бек / Уэтерли
- 1947 — Синдбад-мореход / Sinbad the Sailor — Ширин
- 1947 — Чудо на 34-й улице / Miracle on 34th Street — Дорис Уокер
- 1948 — Ловко устроился / Sitting Pretty — Тэси Кинг
- 1949 — Женский секрет / A Woman's Secret — Мэриэн Уошбёрн
- 1950 — Рио-Гранде / Rio Grande — миссис Кэтлин Йорк
- 1952 — Тихий человек / The Quiet Man — Мэри Кейт Данахер
- 1952 — Против всех врагов / Against All Flags — Пруденс Стивенс («Спитфайр»)
- 1955 — Леди Годива из Ковентри / Lady Godiva of Coventry — Леди Годива
- 1955 — Длинная серая линия / The Long Gray Line — Мэри О'Доннелл
- 1957 — Крылья орлов / The Wings of Eagles — Мин Уид
- 1959 — Наш человек в Гаване / Our Man in Havana — Беатрис Северн
- 1961 — Смертельные попутчики / The Deadly Companions — Кит Тилден
- 1961 — Ловушка для родителей / The Parent Trap — Маргарет «Мэгги» МакКендрик
- 1963 — Маклинток! / McLintock! — Кэтрин Маклинток
- 1965 — Битва в Вилла Фиорита / The Battle of the Villa Fiorita — Мойра
- 1971 — Большой Джейк / Big Jake — Марта Маккандлес
- 1991 — Поймёт лишь одинокий / Only the Lonely — Роуз Малдун